# Florin Costea
Florin Costea (n. 16 mai 1985, Drăgășani, Vâlcea, România) este un fotbalist român liber de contract, care joacă pe post de atacant. Pe plan internațional, are prezențe la națională pentru România.

## Biografie

### Copilăria
În copilărie, la 3 ani a rămas fără degetul arătător al mâinii drepte, el a povestit accidentul spunând că se juca prin curte, iar bunicul său tăia lemne, el a pus mâna și a rămas fără deget. De aceea atunci când înscrie ridică mâinile de bucurie în sus și arată spre cer, iar cu mâna dreaptă arată cu degetul mijlociu.

### Cariera

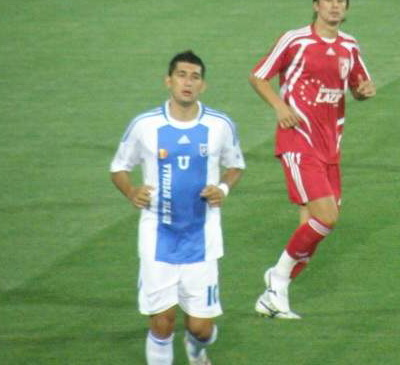
Florin Costea la Universitatea Craiova.

A debutat pentru FC Universitatea Craiova în Liga I pe 15 septembrie 2006 într-un meci terminat la egalitate împotriva echipei Politehnica Iași, reușind să și marcheze un gol, are 1,85 m înălțime și 78 kg.
Cariera lui a fost plină de probleme. De fapt, el susține că “Vreau să fiu sănătos și ferit de accidentări pentru a putea ajuta Universitatea și a ajunge cât mai sus în fotbal”. Apoi povestește cu tristețe: “La 17 ani mi-am rupt mâna. Am stat un an de zile. După ce mi-am revenit am jucat cinci meciuri și iarăși am avut probleme cu mâna.” Apoi continuă: "Când am venit la Craiova, am crezut că s-au terminat problemele. Dar în cantonamentul din Cipru m-am ales cu o accidentare la genunchi. Am pierdut tot returul din Divizia B și apoi primele etape din Divizia A. Acum însă, mă simt bine și vreau să dau totul pentru a răsplăti încrederea acordată."
Florin Costea și-a început cariera la Rarora Râmnicu Vâlcea în 2003, iar în 2004 a ajuns la CSM, fiind cumpărat în iarna lui 2005 de Universitatea Craiova care a plătit pentru el 60.000$. La acea vreme era un puști de 19 ani care avea evoluții excelente la CSM Râmnicu Vâlcea, înscriind în 5 etape tot atâtea goluri. El a declarat după semnarea contractului: “Mă bucur că am ajuns în Bănie, a fost visul meu să joc pentru această mare echipă și acum, în preajma sărbătorilor de iarnă, mi s-a împlinit. Este, poate, cel mai frumos cadou pe care l-am primit vreodată“.Iar acum confirmă: “Am ajuns la echipa pe care o iubesc de mic. Părinții mei mi-au insuflat dragostea pentru Universitatea, iar acest transfer a fost un mare pas, o mare realizare pentru mine.”
A început să practice sportul rege la nouă ani, pe când se afla în clasa a treia, a devenit fotbalist profesionist la 16 ani, în 2003, fiind legitimat la Rarora Râmnicu Vâlcea, debutând pentru prima oară în Divizia B, a fost luat imediat în vedere de CSM Râmnicu Vâlcea, echipă care l-a cumpărat un an mai târziu, în 2004. La CSM Râmnicu Vâlcea, Florin Costea a debutat abia după un an, din cauza unei accidentări, în turul sezonului 2005-2006, înscriind în cinci meciuri, cinci goluri. Prin evoluțiile sale, a atras atenția oficialilor echipei Universitatea Craiova, care l-au achiziționat în iarna lui 2005, cu 5 zile înaintea sărbătorilor de iarnă.

### Universitatea Craiova
După ce a ajuns la Craiova, Costea a avut din nou necazuri, accidentându-se la un antrenament și ratând tot restul sezonului. După o jumătate de an a venit și momentul debutului la Craiova, la un meci Universitatea Craiova – Politehnica Iași scor 3-3 , disputat la 15 noiembrie 2006; Costea a intrat pe teren în minutul 52, reușind sa înscrie în minutul 76 ducând scorul la 3-2 (meciul s-a terminat la egaliate 3-3).
În primul sezon pentru Universitatea Craiova, Costea a fost desemnat de patronul Adrian Mititelu, să poarte tricoul cu numărul 10, după un scandal între Andrei Ionescu și conducerea clubului.
Iar la începutul lunii septembrie 2007, Costea a fost desemnat să poarte banderola de căpitan, după un nou scandal, care a avut loc din cauza unor rezultate slabe ale echipei, acesta a purtat banderola doar o etapă (meciul cu Unirea Urziceni). În prima parte a sezonului 2007 – 2008, Florin Costea a cules aprecierile mai multor cluburi printre care, CFR Cluj și Steaua București, iar Gigi Becali a făcut o ofertă pentru jucător de 3 milioane de euro, pe care Costea a refuzat-o declarând: “Nu mă interesează nicio ofertă din țară. În România, fără a deranja pe nimeni, nu voi juca decât la Universitatea Craiova, iar de plecat voi pleca numai în străinătate, dar nu înainte de a realiza o performanță cu Știința.”
În 21 martie 2010, în timpul unui meci cu Politehnica Iași, portarul Cristian Brăneț l-a faultat dur pe Florin Costea, fault în urma căruia s-a ales cu ruptură de ligamente încrucișate și colaterale. Aceasta accidentare l-a ținut pe tușă timp de opt luni.

### Steaua București
Pe 3 august 2011, Florin Costea a semnat cu Steaua București. Florin Costea are un frate mai mic, Mihai, care joacă tot la Steaua București, împreună au format cuplul de atac al echipei. A fost eliminat în 2012, de către noul antrenor al Stelei, Laurențiu Reghecampf, la fel ca fratele său, un an mai târziu.

### Cs Turnu Severin
Pe 4 februarie 2013, Florin Costea a semnat cu Cs Turnu Severin, unde practic și-a relansat cariera după perioada grea petrecută la Steaua.Deși a început greu , marcând un gol în primele 5 etape, Florin Costea s-a impus foarte bine la Severin reușind pe final 2 duble cu Viitorul Constanța și CFR Cluj. Sub aripa lui Jerry Gane , Florin Costea a marcat 8 goluri în 12 etape , devenind cel mai bun marcator al Severinului din tot sezonul. Până la urmă Cs Severin a retrogradat pentru numai 2 puncte distanță deși au oferit un joc frumos , incomparabil cu cel din tur , reușind victorii cu Gaz Metan Mediaș , FC Vaslui , Csms Iași , Cfr Cluj , Viitorul Constanța dar și egaluri cu echipele de top ale campionatului , Astra Giurgiu (0-0) , Petrolul Ploiești (2-2) ,Steaua București (1-1 , Steaua reușind să egaleze în ultimele minute).

### CFR Cluj
Pe 16 iulie 2013, Florin Costea a semnat un contract cu CFR Cluj, devenind noul atacant al feroviarilor. Costea s-a impus rapid ca titular, dar nu a confirmat destul pentru așteptările venite din partea unui fost atacant al Stelei. El a marcat primul său gol pentru ceferiști la 8 noiembrie 2013, în meciul cu Dinamo București, scor 1-0, aducând victoria clujenilor și fiind o simbolică reușită care i-a adus aminte de perioada petrecută la Steaua, în condiția rivalității dintre fosta sa echipă și Dinamo. Până la finalul campionatului, Costea a reușit să mai marcheze încă de 2 ori, astfel terminând sezonul doar cu 3 reușite.

### Tula, Irak și înapoi în România
Neacceptând micșorarea contractului, Costea a plecat de la CFR Cluj în primăvara lui 2015 la Arsenal Tula, în prima ligă rusă, pentru care a jucat în 7 meciuri. După ce echipa lui a retrogradat, a plecat în Irak, la FC Zkho, echipă pregătită de Ilie Stan. După doar 12 zile însă, s-a accidentat și s-a întors în România, unde, negăsind niciun contract favorabil în străinătate după recuperare, în toamna lui 2016, a jucat la CSM Râmnicu Vâlcea. După desființarea acestui club la începutul lui 2017, a urmat o nouă pauză până în toamna acelui an când a semnat cu CS Șirineasa, echipă aflată în liga a III-a română. Pentru Șirineasa a jucat în 5 meciuri și a marcat 3 goluri, dar la finalul sezonului de toamnă a plecat din cauza problemelor financiare ale clubului.

## Echipa națională
Florin Costea a fost selecționat pentru prima dată la națională de către selecționerul Victor Pițurcă, pentru meciul amical contra echipei similare a Letoniei în luna august 2008, meciul disputându-se pe stadionul tineretului din Urziceni. Costea a purtat la acel meci tricoul cu numărul 10.

## Titluri
- Câștigător al premiului Cel mai bun fotbalist al campionatului desemnat de postul de radio Radio România în sezoanele 2007-2008 și 2008-2009.
- Golgheter al României ediția 2008-2009 cu 17 goluri marcate(toate golurile marcate din acțiune - la egalitate cu Gheorghe Bucur cu mențiunea că fotbalistul Timișoarei a marcat goluri și din penalty) .

| Sezon   | Club                  | Titlu   |
| ------- | --------------------- | ------- |
| 2005-06 | Universitatea Craiova | Liga II |